# VIII edició dels Premis Platino
La VIII edició dels Premis Platino va reconèixer l'excel·lència en la indústria audiovisual iberoamericana. Oferta per la Entitat de Gestió de Drets dels Productors Audiovisuals (EGEDA) i la Federació Iberoamericana de Productors Cinematogràfics i Audiovisuals (FIPCA), la cerimònia de lliurament dels Premis Platino va tenir lloc en el recinte firal d'IFEMA en Madrid el 3 d'octubre de 2021. La gala va ser presentada per l'actriu espanyola-colombiana Juana Acosta i l'actor mexicà Luis Gerardo Méndez.
La gran guanyadora de la nit de la pel·lícula colombiana El olvido que seremos que va rebre cinc premis, incloent Millor Pel·lícula, Millor Director i Millor Actor, mentre que la sèrie de televisió espanyola Patria va rebre quatre premis, més que qualsevol altra sèrie nominada. L'actor mexicà Diego Luna va rebre el Premi Platino d'Honor.

## Preselecció

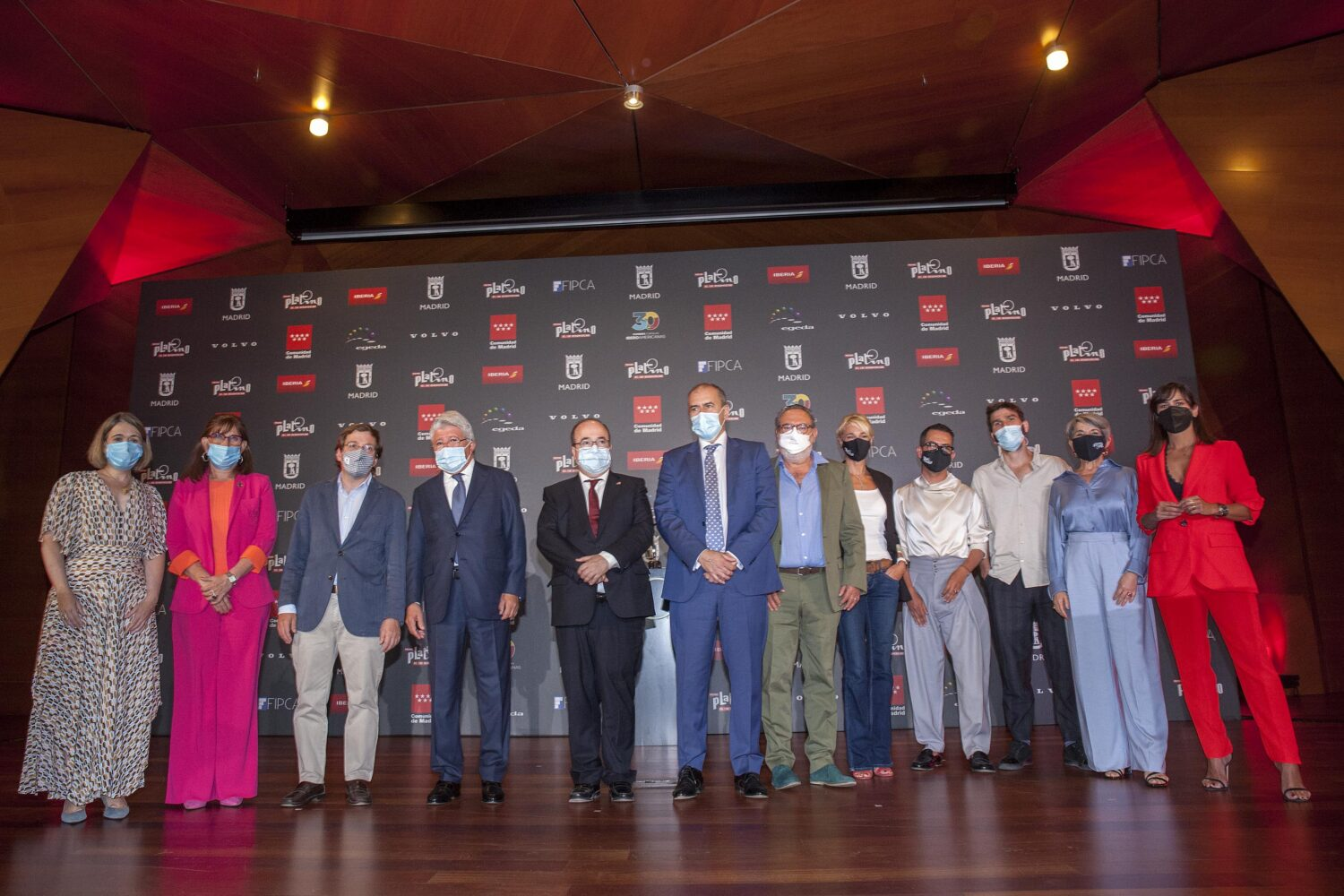
Esdeveniment d'anunci de nominacions realitzat el 19 de juliol de 2021.

La llista de preseleccions va ser presentada el 6 de maig de 2021. La vuitena cerimònia dels premis incorpora les categories de cinema de millor interpretació masculina i femenina de repartiment, mentre que l'apartat de sèries de televisió incorpora la categoria nova de millor creador.
La preselecció de pel·lícules presentava un 8% de títols de Mèxic, seguits per l'Argentina, el Brasil, Xile, Espanya i Portugal (amb un 7% cada país). Quant a les sèries de televisió, un 18% de títols de la preselecció corresponia a Espanya, seguida per Mèxic (14%), l'Argentina (12%) i Colòmbia (11%).
Les nominacions van ser anunciades el 19 de juliol de 2021 via Youtube des de l'Auditori de la Caixa de Música de l'Ajuntament de Madrid per les actrius Belén Rueda i Paulina García, el director Manolo Caro i la presentadora Elena Sánchez. La pel·lícula colombiana El olvido que seremos i la pel·lícula guatemalenca La Llorona van liderar les nominacions de cinema amb 11 mentre que la sèrie espanyola Patria va liderar l'apartat de sèries amb 5 nominacions.

## Categories

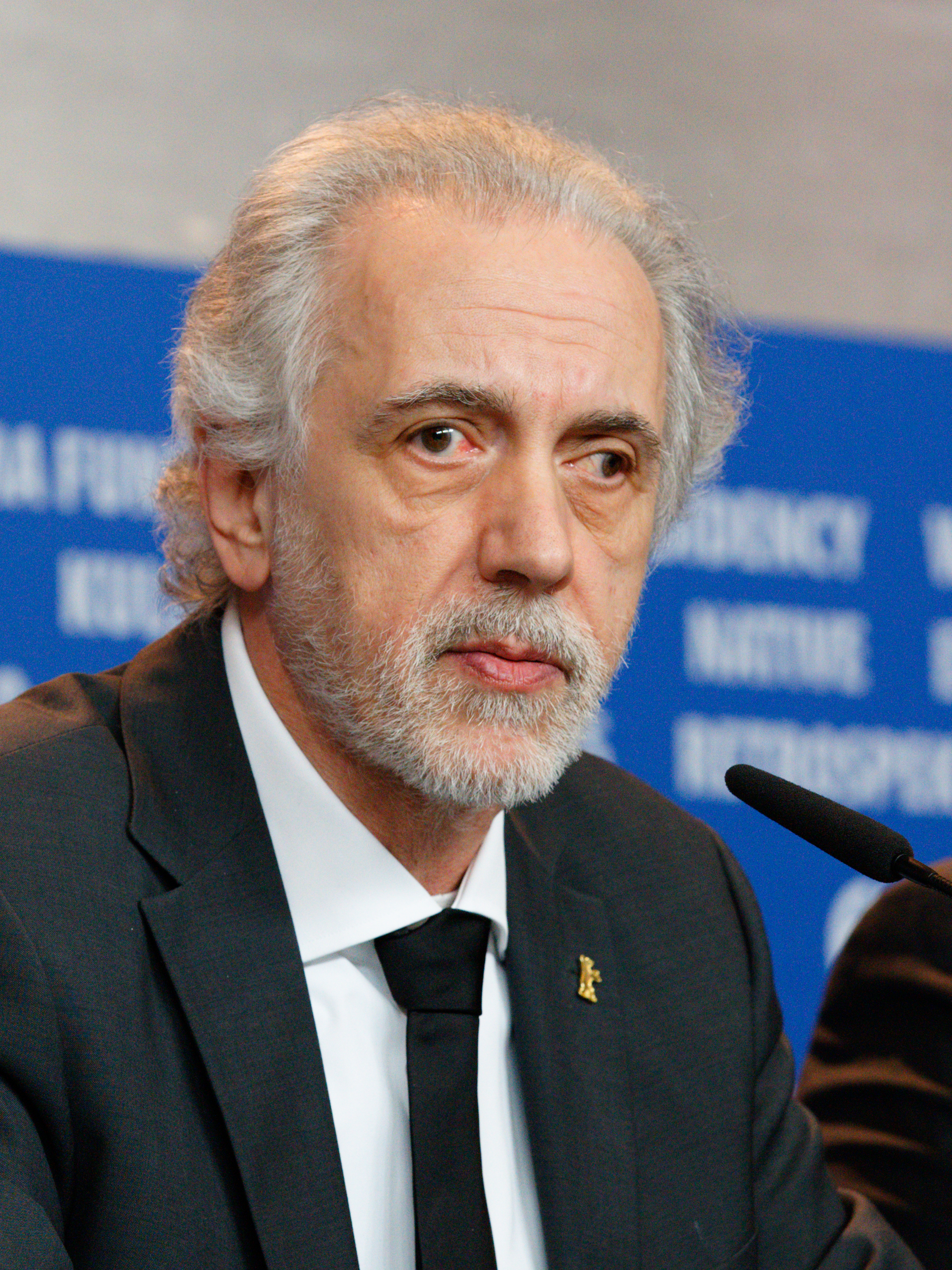
Guanyador a Millor Director, Fernando Trueba.

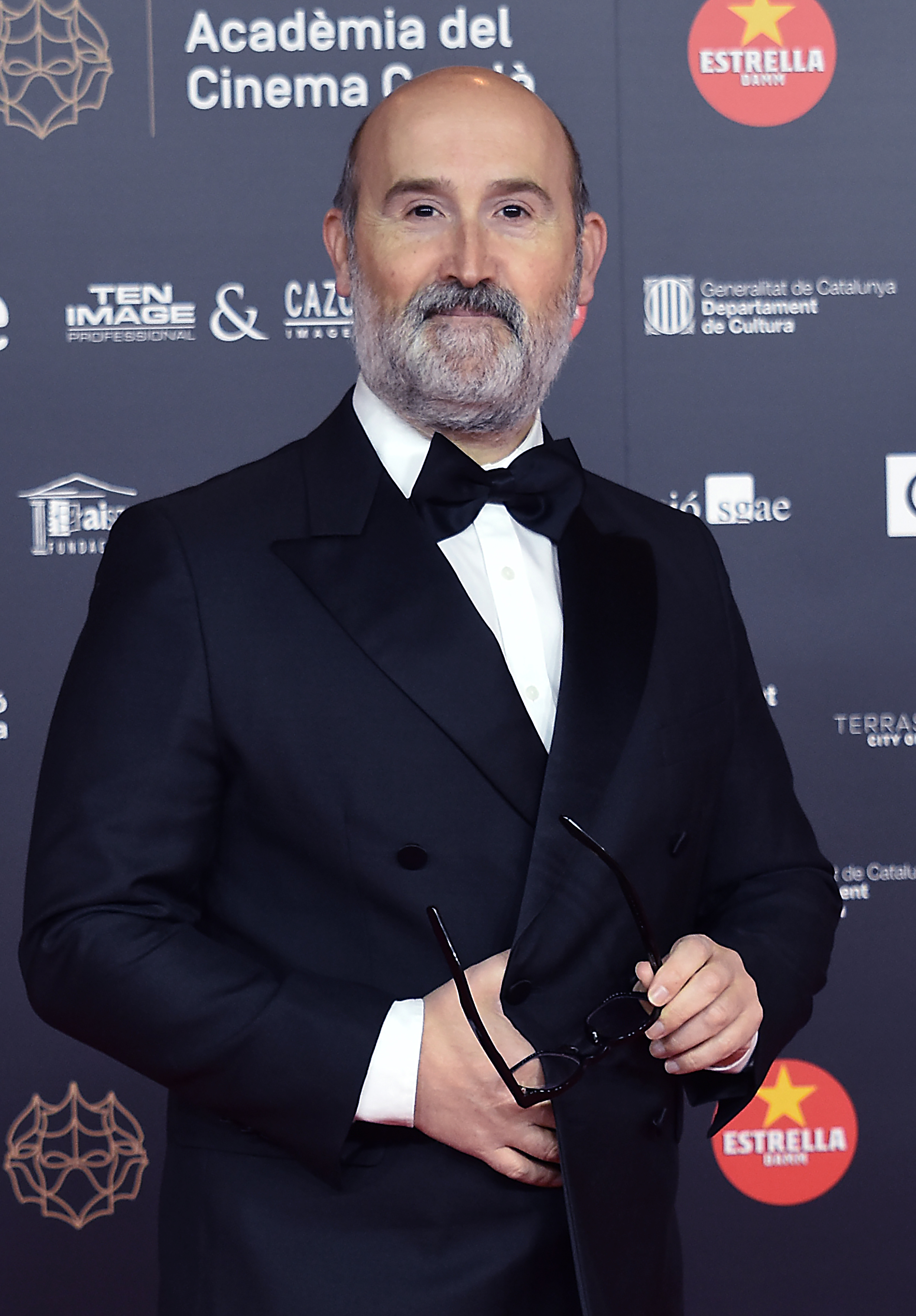
Guanyador a Millor Actor, Javier Cámara

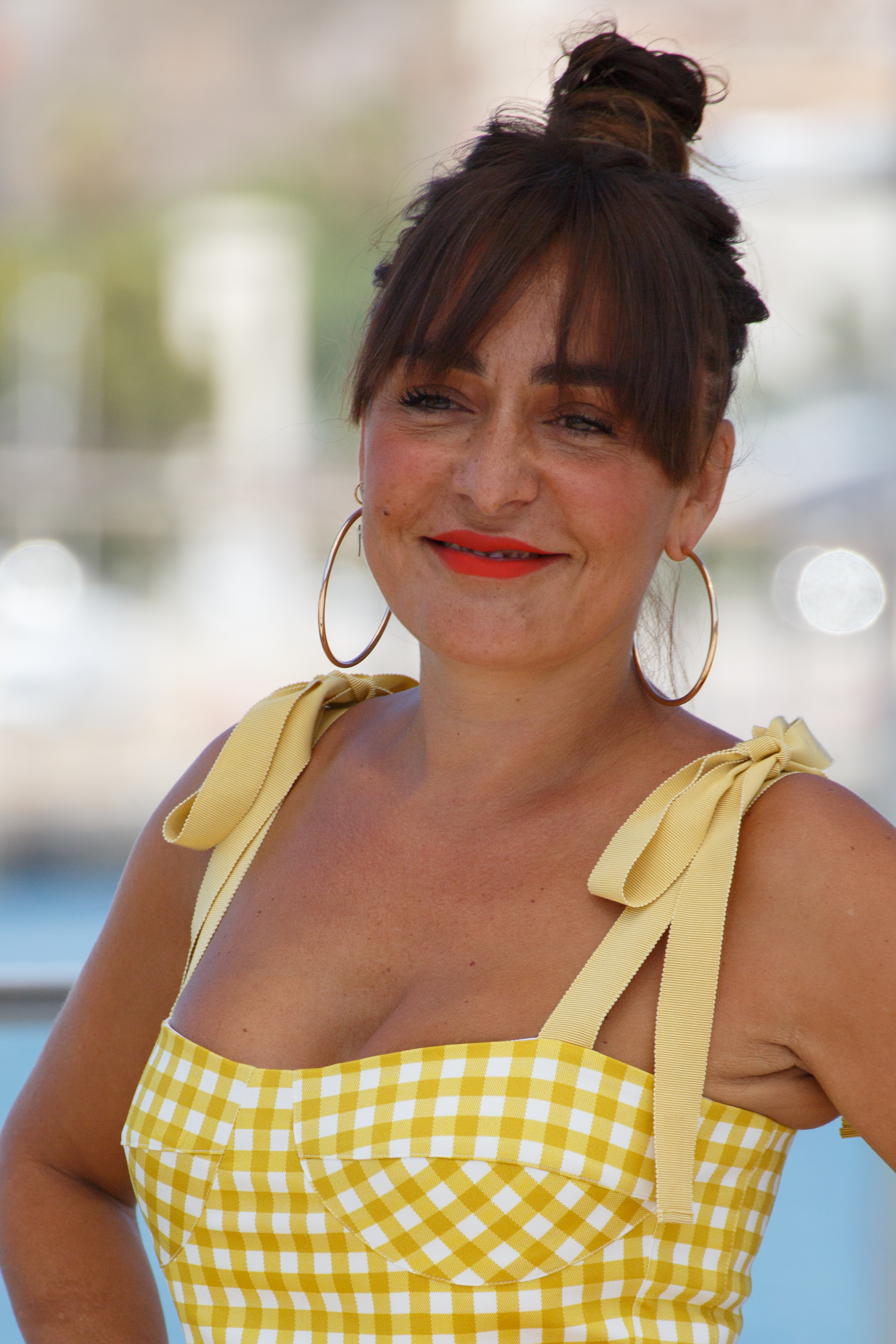
Guanyadora a Millor Actriu, Candela Peña.

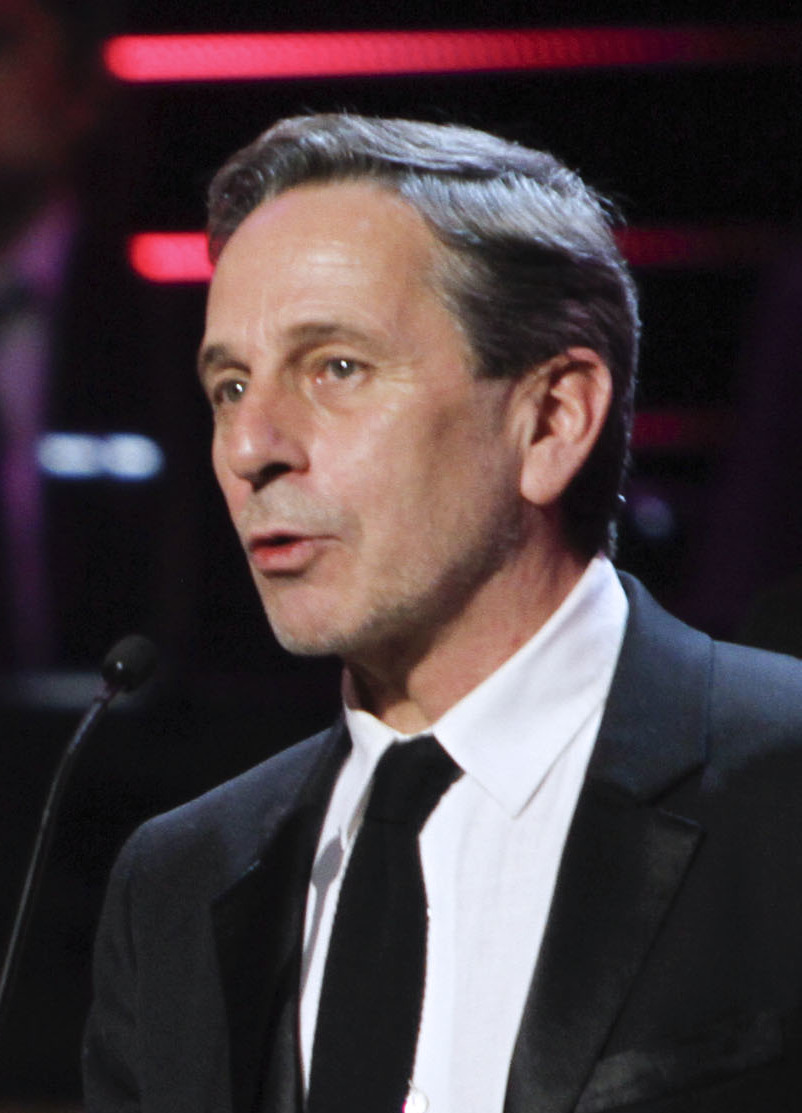
Guanyador a Millor Actor de Repartiment, Alfredo Castro.

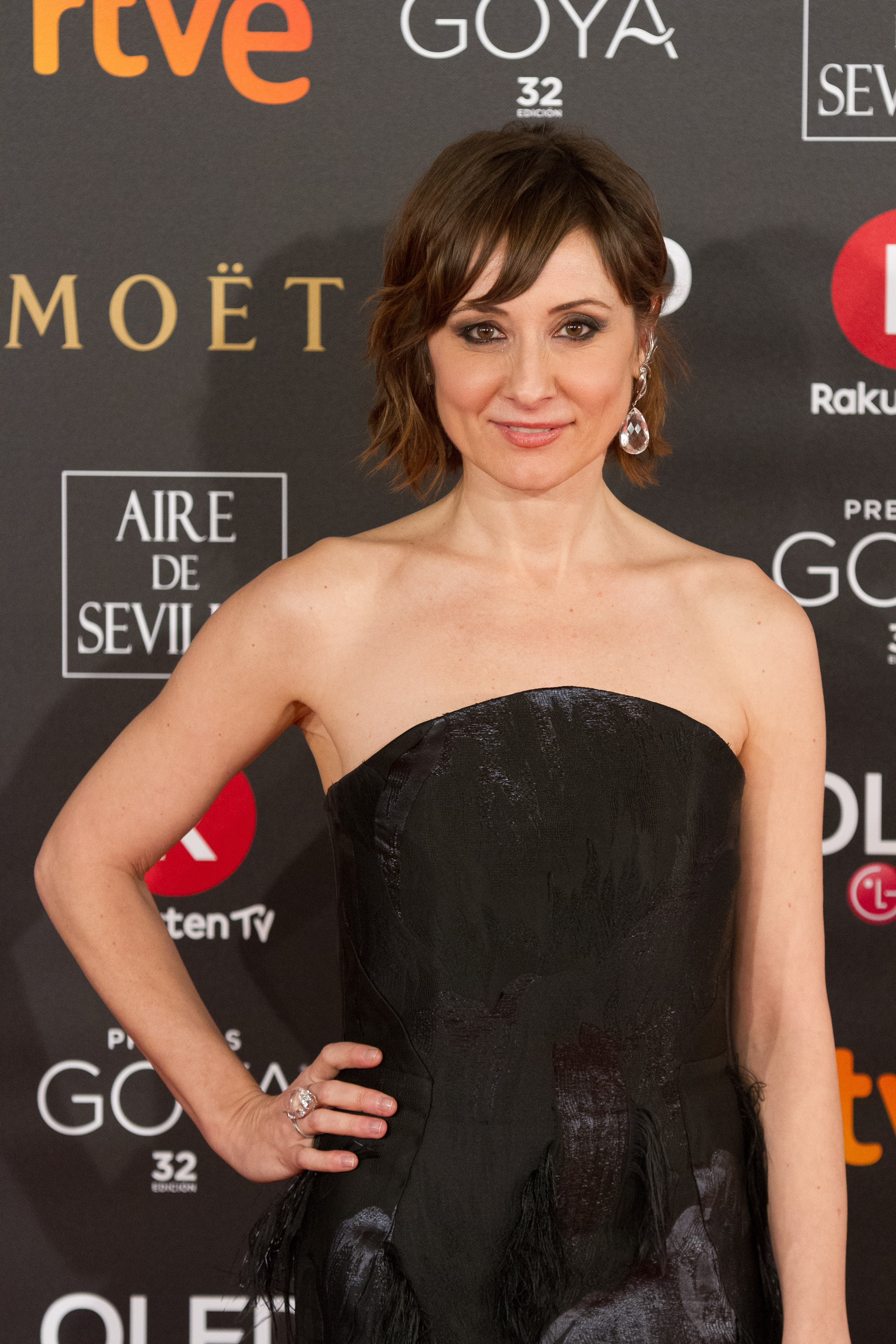
Guanyadora a Millor Actriu de Repartiment, Nathalie Poza.

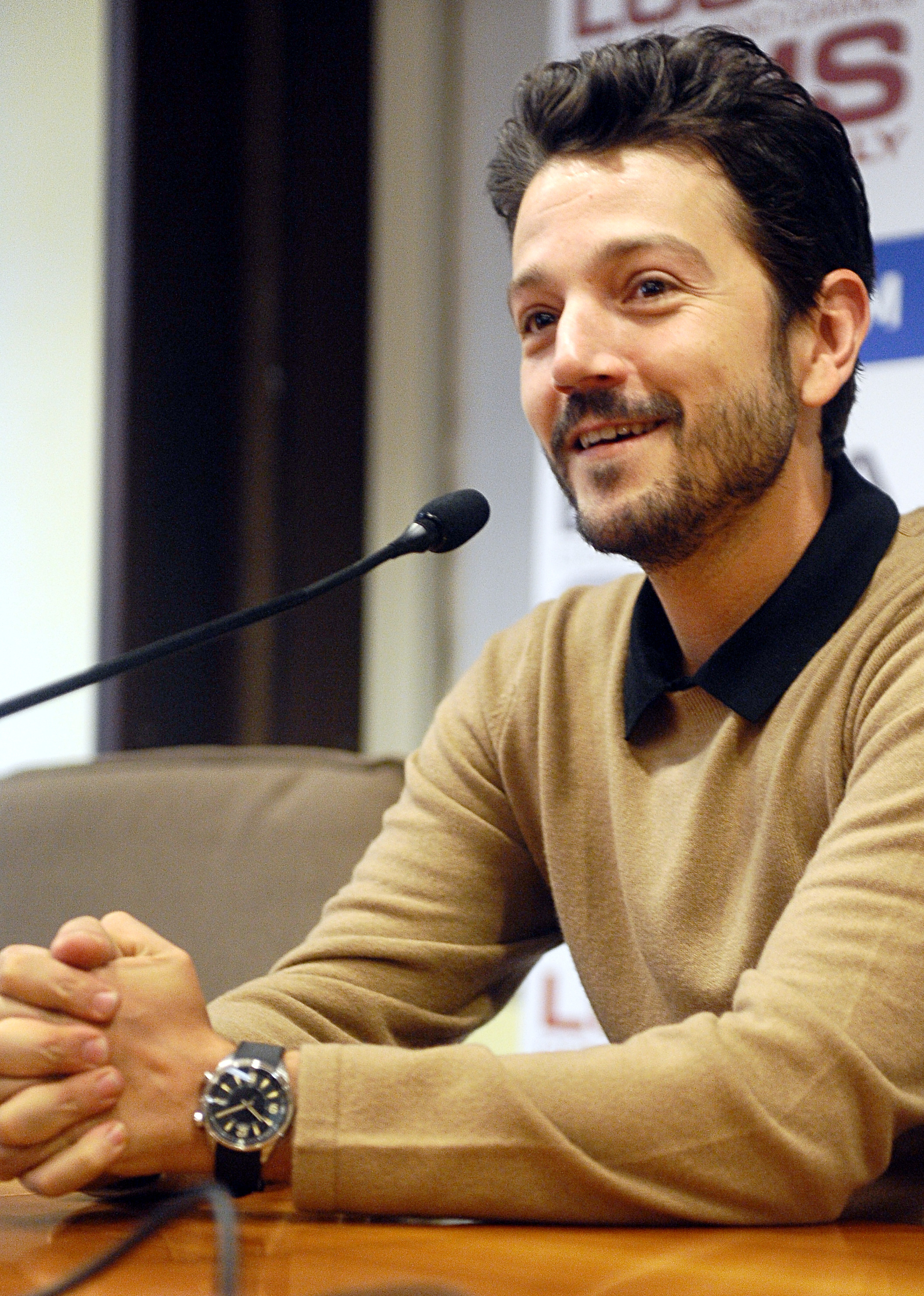
Receptor del Premio Platino d’Honor, Diego Luna.

### Cinema
| Millor pel·lícula Iberoamericana de Ficció | Millor Direcció |
| --- | --- |
| - El olvido que seremos - La Llorona - Las niñas - Nuevo orden | - Fernando Trueba — El olvido que seremos - Icíar Bollaín — La boda de Rosa - Jayro Bustamante — La Llorona - Michel Franco — Nuevo orden |
| Millor Interpretació Masculina | Millor Interpretació Femenina |
| - Javier Cámara — El olvido que seremos com Héctor Abad Gómez - Miguel Ángel Solá — Crímenes de familia com Ignacio Arrieta - Diego Peretti — El robo del siglo com Fernando Araujo - Alfredo Castro — Tengo miedo torero com "La loca del frente" | - Candela Peña — La boda de Rosa com Rosa - María Mercedes Coroy — La Llorona com Alma - Valeria Lois — Las siamesas com Stella - Regina Casé — Três Verões com Madalena dos Santos Marins                                                                                      |
| Millor Interpretació Masculina de Repartiment | Millor Interpretació Femenina de Repartiment |
| - Alfredo Castro — El príncipe com "El potro" - Julio Díaz — La Llorona com Enrique Monteverde - Jorge Román — Matar a un muerto com Mario - Diego Boneta — Nuevo orden com Daniel                                                                 | - Nathalie Poza — La boda de Rosa com Violeta - Yanina Ávila — Crímenes de familia com Gladys Pereyra - Kami Zea — El olvido que seremos com Marta - Sabrina de la Hoz — La Llorona com Natalia                                                                                 |
| Millor Guió | Millor Música Original |
| - El olvido que seremos — David Trueba - Crímenes de familia — Sebastián Schindel & Pablo Del Teso - La Llorona — Jayro Bustamante & Lisandro Sánchez - Las niñas — Pilar Palomero                                                                 | - Akelarre — Maite Arroitajauregi & Aránzazu Calleja - Canción sin nombre — Pauchi Sasaki - El olvido que seremos — Zbigniew Preisner - La Llorona — Pascual Reyes |
| Millor pel·lícula d'animació | Millor pel·lícula Documental |
| - La gallina Turuleca - El camino de Xico - O pergaminho vermelho - Un disfraz para Nicolás | - El agente topo - Babenco - Alguém Tem que Ouvir o Coração e Dizer: Parou - Cartas mojadas - El año del descubrimiento |
| Millor Dirección de Fotografia | Millor Direcció artística |
| - La Llorona — Nicolás Wong - Akelarre — Javier Agirre Erauso - El olvido que seremos — Sergio Iván Castaño - Las niñas — Daniela Cajías | - El olvido que seremos — Diego López - Akelarre — Mikel Serrano - La Llorona — Sebastián Muñoz - Las niñas — Mónica Bernuy |
| Millor Direcció de Muntatge | Millor Direcció de So |
| - La Llorona — Gustavo Matheu & Jayro Bustamante - El olvido que seremos — Marta Velasco - Las niñas — Sofi Escudé - Ya no estoy aquí — Yibrán Asuad & Fernando Frías de la Parra                                                                  | - La Llorona — Eduardo Cáceres - Akelarre — Urko Garai, Josefina Rodríguez, Frédéric Hamelin & Leandro de Loredo - El olvido que seremos — Eduardo Castro & Octavio Rojas - Ya no estoy aquí — Javier Umpierrez, Yuri Laguna, Olaitan Agueh, Michelle Couttolenc & Jaime Baksht |
| Millor Opera Prima de Ficció Iberoamericana | Cinema i Educació en Valors |
| - Las niñas — Pilar Palomero - Canción sin nombre — Melina León - Matar a Pinochet — Juan Ignacio Sabatini - Matar a un muerto — Hugo Giménez | - El agente topo - Adú - El olvido que seremos - Nuestras madres |

### Televisió
| Millor Minisèrie o Telesèrie Cinematogràfica Iberoamericana | Millor Creació |
| --- | --- |
| - Patria - Alguien tiene que morir - Antidisturbios - EL ROBO DEL $IGLO | - Aitor Gabilondo — Los insurgentes - Álex de la Iglesia — 30 monedas - Rodrigo Sorogoyen & Isabel Peña — Antidisturbios - Álex Pina — La casa de papel                                                                 |
| Millor Interpretació Masculina en Minisèrie o Telesèrie | Millor Interpretació Femenina en Minisèrie o Telesèrie |
| - Andrés Parra — EL ROBO DEL $IGLO com Roberto Lozano "Chayo" - Eduard Fernández — 30 monedas com Padre Manuel Vergara - Alejandro Speitzer — Alguien tiene que morir com Gabino Falcón - Álvaro Morte — La casa de papel com Sergio Marquina "El Profesor" / Salvador "Salva" Martín | - Elena Irureta — Patria como Bittori - Inma Cuesta — El desorden que dejas com Raquel Valero - Marcela Benjumea — EL ROBO DEL $IGLO como "Doña K" - Cecilia Suárez — La Casa de las Flores com Paulina de la Mora      |
| Millor Interpretació Masculina de Repartiment en Minisèrie o Telesèrie | Millor Interpretació Femenina de Repartiment en Minisèrie o Telesèrie |
| - Christian Tappan — EL ROBO DEL $IGLO com Jaime Molina "El Abogado" - Ernesto Alterio — Alguien tiene que morir com Gregorio Falcón - Patrick Criado — Antidisturbios com Rubén Murillo - Rodrigo de la Serna — La casa de papel com Martín Berroti "Palermo"                        | - Loreto Mauleón — Patria com Arantxa Garmendia Uzkudun - Ester Expósito — Alguien tiene que morir com Cayetana Aldama - Najwa Nimri — La casa de papel com Alicia Sierra - Susana Abaitua — Patria com Nerea Lertxundi |

### Premi Platino d'Honor
- Diego Luna